# Leveringhäuser Teich
Das Naturschutzgebiet Leveringhäuser Teich (NSG-Kennung RE-015) liegt in der Bauerschaft Leveringhausen südlich des Dortmund-Ems-Kanals im Stadtgebiet von Waltrop im nordrhein-westfälischen Kreis Recklinghausen.
Das namensgebende, auch Leveringhauser Vogelteich genannte Gewässer entstand 1981 durch Bergsenkungen. Auf ehemals landwirtschaftlich genutzten Flächen sank bergbaubedingt die Geländeoberfläche unter den Grundwasserspiegel. Im Laufe der Jahre entwickelte sich eine ausgedehnte Wasserfläche mit Röhricht und Verlandungszonen.
Der ca. fünf Hektar große Leveringhäuser Teich mit seiner Umgebung ist seit 1989 als rund 10 ha großes Naturschutzgebiet ausgewiesen.
In der ersten Schutzverordnung von 1989 trug das NSG die Bezeichnung Bergsenkungsgebiet Ickerner Straße, mit der zweiten Verordnung von 2007 wurde der Namenswechsel zu Leveringhäuser Teich vollzogen. Ein Großteil der geschützten Flächen finden sich im Besitz des Regionalverbandes Ruhr.
Im Gebiet wurden über 150 Pflanzenarten kartiert. An gewässertypischen Tieren wurden 11 Libellenarten gefunden. Die Avifauna des Naturschutzgebiets umfasst 57 Vogelarten, neun davon finden sich auf der Roten Liste Nordrhein-Westfalen.